# نشنال تریبون
نشنال تریبون (انگلیسی: National Tribune) یک روزنامه و شرکت انتشاراتی مستقل متعلق به شرکت نشنال تریبون بود که در سال ۱۸۷۷ در واشینگتن، دی.سی. تأسیس شد.

## بررسی اجمالی
نشنال تریبون (عنوان رسمی) روزنامه‌ای بود که پس از جنگ داخلی در واشینگتن دی سی توسط شرکت انتشارات نشنال تریبون منتشر می‌شد. «ماهنامه‌ای بود که برای سربازان و ملوانان و همه بازنشستگان ایالات متحده آمریکا در اواخر جنگ منتشر می‌شد». نشنال تریبون به‌طور کلی ارگان ارتش بزرگ جمهوری (GAR) بود و به عنوان یک انجمن کهنه سرباز فعالیت داشت تا خاطرات سربازان را در میان آنها به اشتراک بگذارد.
شرکت انتشارات نشنال تریبون نشریات تاریخی، از جزوه‌ها گرفته تا کتاب‌های صحافی شده و همدلی با مقالات، داستان‌ها و تاریخچه‌های قهرمانان و شخصیت‌های سیاسی، و همچنین سربازان و ارتش‌های اتحادیه و کنفدراسیون را به چاپ می‌رساند. اخیراً این مجله در نسخه مدرن خود با نام استارز اند استرایپس (روزنامه) منتشر می‌شود.
این روزنامه تا سال ۱۹۱۷ به‌طور روزانه منتشر می‌شد اما بعدها به هفته‌نامه تبدیل شد. در دهه ۱۹۲۰ با استارز اند استرایپس (روزنامه) ادغام شد. انتشار آن در سال ۱۹۴۳ متوقف گردید.

## انتشارات شرکت انتشارات ملی تریبون

### روزنامه‌ها
- (۱۸۷۷–۱۸۸۱) چاپ ماهانه روزنامه نشنال تریبون.
- (۱۸۸۱–۱۹۱۷) چاپ هفتگی روزنامه نشنال تریبون.